# Het is waar, maar geloof het niet
Het is waar, maar geloof het niet is een hoorspel van Claude Aveline. C’est vrai, mais il ne faut pas le croire werd uitgezonden door de Radiodiffusion Télévision Française en in 1955 bekroond met de Prix Italia. In 1960 werd het in de Mercure de France gepubliceerd. Onder de titel Wahr ist es, doch man braucht es nicht zu glauben  (later ook als Bist du es, Anna?) werd het op 17 januari 1956 door de Südwestfunk uitgezonden. Victor E. van Vriesland vertaalde het in het Nederlands en S. de Vries jr. regisseerde de versie die op woensdag 8 augustus 1956 door de VARA werd uitgezonden. Het hoorspel duurde 49 minuten.

## Rolbezetting
- Ko van Dijk (ik-figuur)
- Ko Arnoldi (de antiquair)
- Teddy Schaank (Anne)

## Inhoud
Een man slentert elke avond na kantoortijd over de Parijse avenues. Hij voelt zich steeds weer aangetrokken door de zaak van een antiquair in wiens etalage heiligenbeelden, zware koffers, ijzeren kisten en oude luchters te zien zijn en die bieden de fantasie prikkelend voer. De eigenaar, een oude man, zit op dat uur steeds onbeweeglijk tussen zijn madonna’s, als een waker in het voorportaal van een magische wereld. Op een avond stapt de man die ons dit verhaal vertelt de winkel binnen. De 'waker' heeft zijn nieuwsgierigheid gewekt, hij kan er gewoon niet aan weerstaan. En nu gebeuren er dingen die alle logica tarten. De argeloze passant geraakt in een wereld van het irreële. Als een spookverschijning waaraan men zich niet kan onttrekken, doen de macabere impressies van die nacht zijn bloed verstijven. De volgende morgen heeft het daglicht alles weer in de realiteit verplaatst: het is weer een heel normale antiquiteitenzaak. Ook de oude zandloper, waarin het opwindende geheim van de nacht stak, is nu weer een heel gewone staande klok...